# Sudamericano Femenino 2006
Navigation
Édition précédente Édition suivante
Le Sudamericano Femenino 2006 est la cinquième édition du Sudamericano Femenino. Celui-ci se déroule du 10 au 26 novembre 2006, dans la ville de Mar del Plata, en Argentine.
Le tournoi sert également à désigner les équipes sud-américaines qui participent à la Coupe du monde de football féminin 2007 et aux Jeux olympiques d'été de 2008. Le vainqueur et son dauphin sont directement qualifiés pour la Coupe du monde, tandis que seul le champion est qualifié pour les Jeux olympiques.
Le tournoi se déroule en deux tours sur le modèle de tournois toutes rondes.

## Villes et stades retenus
| \| Carte de l'Argentine Mar del Plata \| | Mar del Plata              |
| ---------------------------------------- | -------------------------- |
| \| Carte de l'Argentine Mar del Plata \| | Estadio José María Minella |
| \| Carte de l'Argentine Mar del Plata \| | Capacité: 35 354           |
| \| Carte de l'Argentine Mar del Plata \| |                            |
| Mar del Plata                            |                            |

## Équipes participantes
Les dix équipes nationales de football affiliées à la CONMEBOL y participent.
| Équipes participantes | Équipes participantes | Équipes participantes | Équipes participantes | Équipes participantes |
| --------------------- | --------------------- | --------------------- | --------------------- | --------------------- |
| Argentine             | Bolivie               | Brésil                | Chili                 | Colombie              |
| Équateur              | Paraguay              | Pérou                 | Uruguay               | Venezuela             |

## Premier tour
Les équipes sont réparties en deux groupes de cinq équipes sous forme de toutes rondes, du 10 au 19 novembre. Les deux premières de chaque groupe se qualifient pour la poule finale.

### Groupe A
|   | Équipe    | Pts | J | G | N | P | Bp | Bc | Diff |
| - | --------- | --- | - | - | - | - | -- | -- | ---- |
| 1 | Argentine | 12  | 4 | 4 | 0 | 0 | 17 | 1  | +16  |
| 2 | Uruguay   | 6   | 4 | 2 | 0 | 2 | 4  | 4  | 0    |
| 3 | Équateur  | 4   | 4 | 1 | 1 | 2 | 4  | 5  | -1   |
| 4 | Colombie  | 4   | 4 | 1 | 1 | 2 | 4  | 11 | -7   |
| 5 | Chili     | 3   | 4 | 1 | 0 | 3 | 5  | 13 | -8   |

| 10 novembre 2006 | Chili     | 1–2 | Équateur        | Stade José Maria Minella, Mar del Plata |  |
|                  | Reyes 34e |     | Velarde 39e 50e |                                         |  |

|  | Argentine                | 2–1 | Uruguay   | Stade José Maria Minella, Mar del Plata |  |
|  | Almeida 4e · Potassa 63e |     | Souza 11e |                                         |  |

| 12 novembre 2006 | Colombie    | 1–0 | Uruguay | Stade José Maria Minella, Mar del Plata |
|                  | Moscoso 17e |     |         |                                         |

|  | Chili | 0–8 | Argentine                                                                                        | Stade José Maria Minella, Mar del Plata |
|  |       |     | Potassa 4e 22e · Coronel 8e · Almeida 27e · Ojeda 30e · Gómez 70e · Huber 79e · Hirmbruchner 86e |                                         |

| 14 novembre 2006 | Équateur | 0–1 | Argentine | Stade José Maria Minella, Mar del Plata |
|                  |          |     | Gómez 54e |                                         |

|  | Colombie        | 1–3 | Chili                       | Stade José Maria Minella, Mar del Plata |  |
|  | Gaete 71e (csc) |     | Arias 8e · Quezada 81 e 87e |                                         |  |

| 16 novembre 2006 | Uruguay                           | 2–1 | Chili      | Stade José Maria Minella, Mar del Plata |  |
|                  | Quinteros 43e · Barrera 76e (csc) |     | Quezada 4e |                                         |  |

|  | Équateur                | 2–2 | Colombie                  | Stade José Maria Minella, Mar del Plata |  |
|  | Velarde 28e · Vivas 47e |     | Saavedra 62e · Molina 69e |                                         |  |

| 18 novembre 2006 | Argentine                                                           | 6–0 | Colombie | Stade José Maria Minella, Mar del Plata |
|                  | Gómez 3e · Vallejos 21 e 52e · Quiñónez 27e · Huber 46e · Ojeda 57e |     |          |                                         |

|  | Uruguay     | 1–0 | Équateur | Stade José Maria Minella, Mar del Plata |
|  | Laborda 67e |     |          |                                         |

### Groupe B
|   | Équipe    | Pts | J | G | N | P | Bp | Bc | Diff |
| - | --------- | --- | - | - | - | - | -- | -- | ---- |
| 1 | Brésil    | 12  | 4 | 4 | 0 | 0 | 18 | 2  | +16  |
| 2 | Paraguay  | 9   | 4 | 3 | 0 | 1 | 11 | 7  | +4   |
| 3 | Venezuela | 4   | 4 | 1 | 1 | 2 | 4  | 10 | -6   |
| 4 | Pérou     | 3   | 4 | 1 | 0 | 3 | 3  | 7  | -4   |
| 5 | Bolivie   | 1   | 4 | 0 | 1 | 3 | 4  | 14 | -10  |

| 11 novembre 2006 | Bolivie  | 1–1 | Venezuela    | Stade José Maria Minella, Mar del Plata |  |
|                  | Ríos 52e |     | Espinosa 53e |                                         |  |

|  | Paraguay    | 1–4 | Brésil                                            | Stade José Maria Minella, Mar del Plata |  |
|  | Alarcón 69e |     | Cristiane 19e 53e · Daniela Alves 46e · Aline 59e |                                         |  |

| 13 novembre 2006 | Pérou | 0–2 | Brésil                 | Stade José Maria Minella, Mar del Plata |
|                  |       |     | Cristiane 17e · Elaine |                                         |

|  | Bolivie   | 1–5 | Paraguay                                                        | Stade José Maria Minella, Mar del Plata |  |
|  | Morón 40e |     | Ortiz 1re · Quintana 8e 43e · Alarcón 56e (pen.) · Martínez 83e |                                         |  |

| 15 novembre 2006 | Venezuela  | 1–3 | Paraguay                  | Stade José Maria Minella, Mar del Plata |  |
|                  | Lovera 20e |     | Cuevas 63e 81e · Vega 66e |                                         |  |

|  | Pérou                              | 2–1 | Bolivie     | Stade José Maria Minella, Mar del Plata |  |
|  | Chinchilla 61e (csc) · Dorador 63e |     | Zamorano 8e |                                         |  |

| 17 novembre 2006 | Brésil                                                             | 6–1 | Bolivie          | Stade José Maria Minella, Mar del Plata |  |
|                  | Daniela Alves 7e · Cristiane 8e 22 e 60e · Mônica 13e · Elaine 44e |     | Morón 43e (pen.) |                                         |  |

|  | Venezuela       | 2–0 | Pérou | Stade José Maria Minella, Mar del Plata |
|  | Ferrer 29 e 73e |     |       |                                         |

| 19 novembre 2006 | Paraguay            | 2–1 | Pérou              | Stade José Maria Minella, Mar del Plata |  |
|                  | Vega 67e 81e (pen.) |     | Tristán 87e (pen.) |                                         |  |

|  | Brésil                                                                                | 6–0 | Venezuela | Stade José Maria Minella, Mar del Plata |
|  | Daniela Alves 1re · Renata Costa 12e · Michele 27 e 45e · Cristiane 56e · Daniele 81e |     |           |                                         |

## Poule finale
Les quatre demi-finalistes s'affrontent en poule finale (tournoi toutes rondes).
|   | Équipe    | Pts | J | G | N | P | Bp | Bc | Diff |
| - | --------- | --- | - | - | - | - | -- | -- | ---- |
| 1 | Argentine | 7   | 3 | 2 | 1 | 0 | 4  | 0  | +4   |
| 2 | Brésil    | 6   | 3 | 2 | 0 | 1 | 12 | 2  | +10  |
| 3 | Uruguay   | 3   | 3 | 1 | 0 | 2 | 3  | 10 | -7   |
| 4 | Paraguay  | 1   | 3 | 0 | 1 | 2 | 2  | 9  | -7   |

- Équipe qualifiée pour la Coupe du monde 2007 et pour les Jeux olympiques 2008
- Équipe qualifiée pour la Coupe du monde 2007 et pour le barrage intercontinental des Jeux olympiques 2008

| 22 novembre 2006 | Argentine | 0–0 | Paraguay | Estadio José María Minella, Mar del Plata |
|                  |           |     |          | Arbitrage : María Alvarado                |

|  | Brésil                                                                               | 6–0 | Uruguay | Estadio José María Minella, Mar del Plata |                            |
|  | Daniela Alves 11e 23e (pen.) · Grazielle 47e 86e · Elaine 64e · Cristiane 72e (pen.) |     |         | Arbitrage : Adriana Correa                | Arbitrage : Adriana Correa |

| 24 novembre 2006 | Argentine                | 2–0 | Uruguay | Estadio José María Minella, Mar del Plata |                            |
|                  | Gerez 71e · Manicler 76e |     |         | Arbitrage : Cándida Colque                | Arbitrage : Cándida Colque |

|  | Brésil                                                         | 6–0 | Paraguay | Estadio José María Minella, Mar del Plata |                            |
|  | Cristiane 6e 27e (pen.) · Daniela Alves 36e · Renata Costa 68e |     |          | Arbitrage : Marilyn Ángulo                | Arbitrage : Marilyn Ángulo |

| 26 novembre 2006 | Uruguay           | 3–2 | Paraguay       | Estadio José María Minella, Mar del Plata |                            |
|                  | Souza 27e 62e 67e |     | 17e 44e Cuevas | Arbitrage : Adriana Correa                | Arbitrage : Adriana Correa |

|  | Argentine                  | 2–0 | Brésil | Estadio José María Minella, Mar del Plata |                               |
|  | González 66e · Potassa 68e |     |        | Arbitrage : Patricia da Silva             | Arbitrage : Patricia da Silva |